# Vantinge
Vantinge är en ort i Region Syddanmark i Danmark. Orten hade 202 invånare (2019). Den ligger i Fåborg-Midtfyns kommun på ön Fyn.